# Euroregió bàltica

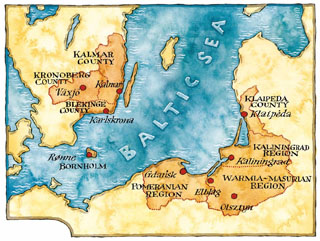
Euroregió bàltica

L'Euroregió bàltica és una forma institucionalitzada de cooperació transfronterera al sud-est de la regió bàltica, que formada per vuit regions de Dinamarca, Lituània, Polònia, Rússia i Suècia. Fou creada el 1988 i té la seu a Elbląg
L'ERB és la primera euroregió que inclou formalment un soci de la Federació Russa. Des de la seva creació l'ERB ha perseguit com a objectius millorar les condicions de vida dels seus habitants, la promoció de vincles i contactes entre les comunitats locals, i oferir mesures per a un desenvolupament més sostenible a la regió. El fet d'integrar regions d'antics i nous Estats membres de la UE, i la regió russa de Kaliningrad, l'Euroregió bàltica constitueix una xarxa operativa de vincles substancials i eficaços a través de les fronteres, facilitant la promoció del diàleg polític i la reforma, així com un desenvolupament sostenible econòmic, social i ambiental, enfortint la democràcia local i el foment dels contactes entre les societats civils. La cooperació involucra activament les autoritats locals i regionals, els sectors públic i privat, i organitzacions no governamentals.

## Components
| Regió           | Estat     | Extensió (km²) | Població  | PIB (MEUR) | Atur (%) | PPA per habitant (%) |
| --------------- | --------- | -------------- | --------- | ---------- | -------- | -------------------- |
| Blekinge        | Suècia    | 2.947          | 151.900   | 4.958      | 5,9      | 110,9                |
| Bornholm        | Dinamarca | 588            | 42.913    | 1.331      | 9,0      | 90,3                 |
| Kalmar          | Suècia    | 11.219         | 233.834   | 7.113      | 5,6      | 103,2                |
| Kaliningrad     | Rússia    | 15.125         | 937.353   | 4.054      | 10,7     | –                    |
| Klaipeda        | Lituània  | 5.209          | 378.843   | 3.280      | 7,2      | 60,6                 |
| Pomerània       | Polònia   | 18.293         | 2.210.920 | 17.727     | 6,4      | 54                   |
| Kronoberg       | Suècia    | 8.467          | 180.787   | 6.094      | 4,7      | 106,7                |
| Warmia i Mazury | Polònia   | 24.192         | 1.426.155 | 8.657      | 8,5      | 41                   |